# Lago de Xuanwu
El Lago de Xuanwu (chino simplificado :玄武湖; pinyin : Xuánwǔ HU) se encuentra en el distrito de Xuanwu en la parte centro-noreste de Nankín en Jiangsu, China, cerca de la estación de tren de Nankín y  del Templo Ji Ming. La muralla Ming bordea el parque por el sur y el este y hay una pagoda notable y la Torre Zifeng con vistas al lago. El lago cubre 444 hectáreas y se encuentra a 15 kilómetros de circunferencia. 
Se confirmó que este lago será sede de los Juegos Olímpicos de la Juventud 2014 y será sede de la competencia de Remo.

## La leyenda del nombre
Según la leyenda local, un dragón negro fue visto en el lago y se creía por los taoístas chinos que era un dios de la protección de las aguas y lo llamaron Xuanwu, con el correr de los años, el lago adoptó el nombre del dragón por ser el mayor atractivo y de ahí el nombre del lago.

## Imágenes

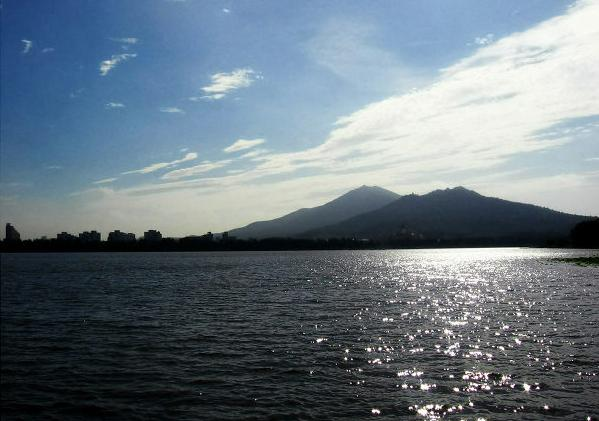

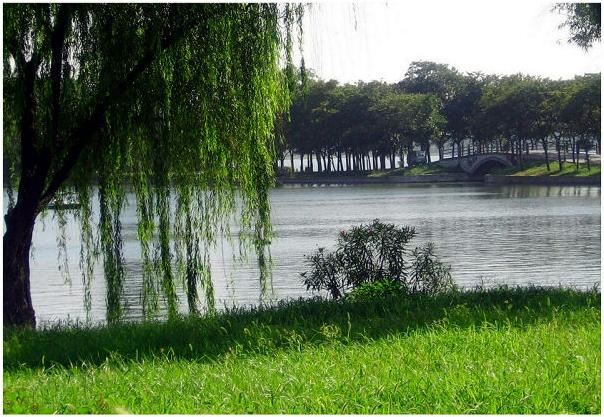

- Datos: Q7361660
- Multimedia: Xuanwu Lake / Q7361660